# Virgil Jacomini
Virgil Victor Jacomini (ur. 30 maja 1899 w Waszyngtonie, zm. 4 października 1984 w Houston) – amerykański oficer i wioślarz, mistrz olimpijski.
Wystąpił na igrzyskach olimpijskich w Antwerpii w 1920, gdzie reprezentanci USA w składzie: Virgil Jacomini, Edwin Graves, William Jordan, Edward Moore, Alden Sanborn, Donald Johnston, Vincent Gallagher, Clyde King i Sherman Clark (sternik) zdobyli złoty medal w ósemce. W finale o 0,8 sekundy pokonali Brytyjczyków. Był to jego jedyny start olimpijski.
Ukończył United States Naval Academy w 1920. Jako midszypmen zrezygnował ze służby w 1923 i został inżynierem.